# 阿爾斯特德 (新罕布什爾州)
阿爾斯特德（英語：Alstead）是一個位於美國新罕布什爾州切希爾縣的鎮。

## 人口
根據2020年美國人口普查的數據，阿爾斯特德的面積為102.00平方千米，當中陸地面積為100.60平方千米，而水域面積為1.40平方千米。當地共有人口1864人，而人口密度為每平方千米18人。